# Turaba (La Meca)
Turaba (àrab: تربة, Turaba) és una ciutat de l'Aràbia Saudita a l'Hedjaz, província de la Meca. Disposa d'un aeròdrom.
És notable per unes inscripcions sabees als pous de Murayghan on s'assenyala que les forces dels Kinda, i de Sad Murad, aliades al virrei axumita de l'Aràbia del sud, Abraha, van derrotar a beduïns hostils del grup Maadd prop d'un lloc anomenat T.r.b.n el 662 de l'era himyarita (vers 552/553).
El 1813 la tribu local dels Bukum, wahhabites, va resistir durament a Turaba l'atac dels egipcis dirigits per Mustafa Bey, cunyat de Muhammad Ali Pasha, però es va haver de rendir el 1815. El 1918 el xerif Hussein ibn Ali de l'Hedjaz va intentar controlar Khurma, un oasis a 90 km al sud de Turaba, que li havia estat assignat pels britànics que volien posar final a la disputa entre Hedjaz i els wahhabites saudites del Nedjd, però el 1919 les forces del xerif, manades pel seu fill Abd Allah, foren derrotades pels ikhwan que es van apoderar de Khurma i Turaba.